# Würfelfalter
Die Würfelfalter (Riodinidae) sind eine sehr vielfältige Familie der Tagfalter. Sie sind weltweit mit 1532 Arten in 146 Gattungen (Stand: 2011) verbreitet. Ihr Verbreitungsschwerpunkt liegt in der Neotropis, in Nordamerika kommen nur 26 Arten vor, in Europa ist der Schlüsselblumen-Würfelfalter (Hamearis lucina) der einzige Vertreter. Ob das Taxon als Unterfamilie der Bläulinge (Lycaenidae) oder als eigenständige Familie geführt werden soll, ist noch ungeklärt.
Der deutsche Name Würfelfalter für die Gruppe ist nicht ganz eindeutig. Andere Arten, deren deutscher Name ebenfalls die Bezeichnung Würfelfalter enthalten kann, gehören zur Familie der Dickkopffalter, wie beispielsweise Kleiner südlicher Würfelfalter (Pyrgus malvoides), Roter Würfel-Dickkopffalter (Spialia sertorius), Schwarzbrauner Würfel-Dickkopffalter (Pyrgus serratulae). Abgeleitet ist der Name von der „gewürfelten“ Fleckenzeichnung auf den Vorderflügeln der europäischen Art.

## Merkmale

### Falter
Die Familie umfasst kleine bis mittelgroße Arten, etwa von 12 bis 60 Millimeter Spannweite, oft mit lebhafter Färbung. Die Flügelform ist innerhalb der Familie sehr unterschiedlich. Sie erinnern oft an Falter anderer Gruppen, manche sehen Augenfaltern ähnlich, leuchtend gelbe erinnern an Gelblinge (Coliadinae) und wieder andere haben Schwänzchen, wie sie bei den Ritterfaltern anzutreffen sind. Die Färbung reicht von gedeckten Farben, wie sie vor allem in den gemäßigten Zonen anzutreffen sind, über irisierende blaue und grüne Flügel bis zu transparenten Flügeln. Die bei vielen amerikanischen Arten vorhandenen goldenen oder silbrigen metallischen Flecken auf den Flügeln haben ihnen den englischen Trivialnamen „Metalmarks“ eingebracht. Eine Reihe von Arten ahmen giftige Falter anderer Familien nach (Bates’sche Mimikry), sie gehören oft umfangreichen „Ringen“ ähnlich aussehender Arten an, die um ein abschreckendes Vorbild gruppiert sind. Durch die Mimikry tragen oft eng verwandte Arten völlig verschiedene Flügelzeichnungen, wie zum Beispiel die Arten der Gattung Thisbe. Viele Arten imitieren z. B. das Flecken- und Streifenmuster der giftigen Ithomiini (Edelfalter). Bates’sche Mimikry scheint in der Familie weiter verbreitet zu sein als in jeder anderen Insektenfamilie vergleichbarer Größe. Gründe dafür sind unbekannt.
Die Abgrenzung zu den nahe verwandten Bläulingen durch morphologische Autapomorphien ist schwierig. Das erste Beinpaar der Männchen, das am Prothorax entspringt, ist weniger als halb so lang wie die Beine des Pterothorax und wird nicht zum Laufen verwendet. Die einzelnen Tarsenglieder sind miteinander, manchmal auch mit der Tibia, verwachsen und die Prätarsen besitzen keine Klauen. Dieses Merkmal findet sich zwar auch bei einigen Bläulingen (und auch bei den Edelfaltern), aber bei diesen sind die Beine immer deutlich länger. Die Sinneshärchen an den Tarsen der weiblichen Vorderbeine sind in einer Gruppe angeordnet. Bei den übrigen Taxa der Papilionoidea finden sich diese in paarweise angeordneten Gruppen. Die dritte Autapomorphie begründet sich durch das Fehlen der hinteren Fortsätze (Apophysen) der weiblichen Genitalien. Dieses Merkmal findet sich aber auch bei einigen Arten der Unterfamilie der Poritiinae.
Bei nahezu allen Würfelfaltern sind außerdem bei den Männchen die Hüften (Coxae) der Vorderbeine in eine Spitze verlängert, die über den Trochanter vorragt (bei Styx infernalis und Corrachia leucoplaga nur angedeutet). Wenn ähnliche Spitzen bei Bläulingen vorkommen (z. B. Gattungen Curetis, Feniseca, Poritia), sind sie im Detail anders gebaut (z. B. dorsal aufgewölbt). Außerdem besitzen fast alle Riodinidae im Gegensatz zu den Lycaenidae eine Humeralader im Hinterflügel, und die Costalader ist verdickt (Ausnahmen bei der Unterfamilie Hamearinae). Meist ist außerdem der Kopf im Verhältnis zu den Augen etwas breiter, wodurch die Antennenbasen etwas vom Auge abgerückt sind. Die, typisch für Tagfalter, am Ende gekeulten Antennen sind meist relativ lang, sie erreichen oft die halbe Vorderflügellänge.
Riodinidae weisen eine ungewöhnliche Vielfalt bei den Chromosomenzahlen auf, nur einige sehr basal stehende Gruppen besitzen die für Schmetterlinge typischen n=29 bis 31 oder die für Bläulinge charakteristischen n=23 bis 24. Es treten Zahlen zwischen 9 und 110 auf. In einigen Fällen besitzen Vertreter einer Art variable Zahlen, ein Hinweis auf morphologisch nicht unterscheidbare Kryptospezies.

### Raupen und Eier
Die Eier sind relativ unterschiedlich geformt, viele sind abgeflacht und haben die Form einer Kuppel oder eines Turbans, sind aber wie bei den Bläulingen üblich strukturiert. Die Raupen sind meist länger behaart als diejenigen der Bläulinge; Ausnahme: die myrmekophilen (bei Ameisen lebenden) Arten.

## Biologie und Lebensweise
Arten der Familie kommen in einer Vielzahl von unterschiedlichen Lebensräumen vor, weisen aber einen eindeutigen Verbreitungsschwerpunkt in tropischen Regenwäldern Südamerikas auf. Viele Arten werden nur selten gefunden und haben ein relativ kleines Verbreitungsgebiet. Arten der Gattung Charis wurden deshalb verwendet, um die Waldgeschichte des Amazonasbeckens zu rekonstruieren: Jede der 19 Arten weist ein vikariierendes Verbreitungsgebiet auf, aus der Verwandtschaft der Arten untereinander können drei ursprünglich getrennte Waldgebiete (oberer, unterer Amazonas, Guyana) abgeleitet werden.
Für weniger als zehn Prozent der Arten liegen überhaupt Studien zur Biologie oder Lebensweise vor. Zu den Nahrungspflanzen der Raupen zählen insgesamt mehr als 40 verschiedene Pflanzenfamilien. Meist werden junge Blätter oder Blüten genutzt, selten auch abgefallene, tote Blätter oder Flechten und anderer Aufwuchs. Die Raupen fressen meist einzeln (solitär), seltener gesellig (gregär). Die Raupe zumindest einer Art, Setabis lagus (Riodininae: Nymphidiini), soll sich räuberisch ernähren. Es liegen Angaben über Prädation von Larven von Horiola sp. (Fam. Membracidae) sowie von Napfschildläusen (Coccidae) vor. Räuberische Ernährung einiger anderer Arten wird nach dem Eiablageverhalten vermutet, ist aber nicht nachgewiesen.
Die nach den temperaten Arten geläufige weitgehende Gleichsetzung von adulten Schmetterlingen mit Blütenbesuchern scheint nach einer Untersuchung in Ecuador für Riodinidae nicht unbedingt zu gelten. Von den Männchen von 317 registrierten Arten wurden 124 bei der Nahrungsaufnahme beobachtet oder konnten an entsprechenden Fallen geködert werden. Blüten wurden in keiner Unterfamilie mit einem Anteil über zehn Prozent registriert. Die meisten Arten suchten entweder stärker zersetztes Aas, verrottenden Fisch oder (vorzugsweise stickstoffreichen) feuchten Schlamm an Pfützen oder Gewässerufern auf. An zersetzendem Obst wurde keine Art gefunden. Die meisten Arten ohne beobachtete Nahrungsaufnahme waren klein und wenig flugaktiv.

### Beziehungen zu Ameisen
Wie ihre Schwesterfamilie Lycaenidae sind zahlreiche Arten der Riodinidae myrmekophil, das heißt, sie besitzen eine enge ökologische Bindung an Ameisen (etwa 280 Arten). Die Raupen zahlreicher Arten besitzen besondere Organe, von denen eine besänftigende oder anlockende Wirkung auf Ameisen nachgewiesen ist. So besitzen zahlreiche Riodinidenraupen einzieh- und ausstülpbare sogenannte „Tentakel-Nektarorgane“ am achten Segment des Hinterleibs, die ein Sekret absondern, das von Ameisen bevorzugt gefressen wird. Durch weitere Tentakel-Organe am dritten Hinterleibssegment werden Botenstoffe (Allomone) mit Wirkung auf Ameisen abgegeben, andere Studien weisen zusätzlich auf akustische Signale (Stridulation) hin. Obwohl die Lage der Organe nicht im Detail mit der von ähnlichen Organen bei Bläulingsraupen übereinstimmt, deutet der ähnliche histologische Aufbau auf homologen Ursprung hin. Es ist also möglich, dass der gemeinsame Vorfahre der Lycaenidae und Riodinidae die besondere Bindung an Ameisen, die in dieser Form bei keiner anderen Schmetterlingsgruppe vorkommt, bereits besessen haben könnte, und dass sie bei den Arten ohne dieses Merkmal verlorengegangen ist. Die Daten deuten aber eher darauf hin, dass verschiedene Linien der Riodinidae, vermutlich in drei Gruppen unabhängig voneinander, die Lebensweise und die entsprechenden Merkmale konvergent erworben haben.

## Phylogenie und Systematik
Die Gruppe wurde traditionell meist als eine der Unterfamilien der Bläulinge betrachtet und dann Riodininae genannt. Heute bevorzugen die meisten Systematiker, sie als eigenständige Familie aufzufassen, auch wenn es dazu Gegenargumente gibt. Auf morphologischer Basis stellten Ackery et al. sie im Handbuch der Zoologie (Kristensen 1998, vgl. unter Literatur) noch innerhalb der Lycaenidae. Kristensen et al. akzeptierten in der Fortschreibung der Systematik des Handbuchs von 2007 zumindest auf vorläufiger Basis aber den Familienrang.
In molekularen Phylogenien (auf Basis homologer DNA-Sequenzen) ergibt sich fast übereinstimmend ein Schwestergruppenverhältnis zwischen den Riodinidae und den Lycaenidae, das damit als sehr gut abgesichert gelten kann.
Die Familie wird in folgende Unterfamilien gegliedert
- Euselasiinae
- Nemeobiinae (syn. Haemarinae)
- Riodininae
  - Lasaia sula
  - Melanis pixe

Einige Taxonomen erkennen für zwei sehr abweichende Arten, Styx infernalis und Corrachia leucoplaga, jeweils eine eigene Unterfamilie Styginae bzw. Corrachiinae an, meist werden diese heute aber als Triben in die Euselasiinae einbezogen, dieser Auffassung wird hier gefolgt. Alle der weniger als 100 in der alten Welt verbreiteten Arten gehören zu den Nemeobiinae.

## Ökonomische Bedeutung
Die Bedeutung von Riodinidae-Arten als Schädlinge ist sehr gering. Einige wenige Arten der Euselasiinae fressen an Myrtaceae mit ökonomischer Bedeutung wie zum Beispiel Guave. Wenige Riodininae wurden als schädlich an gezüchteten Bromeliceae oder Orchidaceae angegeben.

## Fossilien
Fossile Schmetterlinge werden selten gefunden, Funde fossiler Tagfalter sind sogar extrem selten. Aus der Familie Riodinidae liegen nur zwei, möglicherweise drei, fossile Funde vor. In dominikanischem Bernstein (15 bis 25 Millionen Jahre alt, Miozän) wurde 2004 der erste fossile Riodinide gefunden (Die Zuordnung der Art Riodinella nympha aus der mitteleozänen Green River Formation aus Colorado, USA zu der Familie ist umstritten). Die fossile Art wurde Voltinia dramba genannt und damit in die rezente Gattung Voltinia eingeordnet. Auf Hispaniola lebt heute keine Art der Familie mehr (und auf den gesamten Antillen nur eine).
Die einzige fossile Riodinidenraupe wurde ebenfalls im dominikanischen Bernstein gefunden und der rezenten Gattung Theope zugeordnet. Die Raupe weist dieselben morphologischen Anpassungen auf, die typisch für die heutigen myrmekophilen Arten sind, auch die Raupen der rezenten Arten leben in Symbiose mit Ameisen. Das Alter der Symbiose kann damit bis ins Miozän zurückdatiert werden.